# Râul Moișea
Râul Moișea este un curs de apă, afluent al râului Seaca.

## Hărți
- Harta județului Suceava